# Robert Gustafsson
Carl Robert Olof Gustafsson, född  20 december 1964 i Katrineholm, Södermanlands län, är en svensk komiker och skådespelare. Han är en del i Killinggänget.
Gustafsson utsågs till världens roligaste man av svenska folket i SVT:s program Folktoppen 2006. 2017 utsågs han av svenska folket till Sveriges bästa komiker i TV-programmet Sveriges bästa på TV4.

## Biografi

### Barndom och familj
Robert Gustafsson föddes i Katrineholm som yngste son till egenföretagaren och tapetseraren Olof Gustafsson (1930–2020) och hemmafrun Inger Gustafsson (1932–2022). Hans tre år äldre bror Kristian föddes med hjärtfel och avled 2004. År 1970 flyttade familjen till Skövde i Skaraborgs län. I unga år, mellan 1975 och 1980, var Gustafsson tävlingscyklist.

### Karriär
Gustafsson började sin komikerkarriär i slutet av 1970-talet då han spelade revy med komikern Runo Sundberg i Skövde. Ett av hans första uppdrag för TV var barnserien Skrotnisse och hans vänner, där Gustafsson gjorde Skrotnisses son Kalles röst. Mer barnprogram blev det när han fick spela Björnes kompis i Björnes magasin i slutet av 1980-talet. 1991 medverkade han i barn-TV-serien Felix & Fenix, i vilken han spelade huvudrollen och stod för manus. Sedan dess har det blivit flera TV-produktioner, bland annat Gäster med gester, Rena rama Rolf, NileCity 105,6, Percy Tårar, Parlamentet och Time Out. I december 2005 medverkade han i SVT:s julkalender En decemberdröm, där han spelade två roller, chefen i Underjorden och Zigge i korvkiosken.
Gustafsson studerade till skådespelare på Scenskolan i Göteborg 1987–1990. Han har medverkat i en mängd teaterproduktioner, bland annat i revy med Apolloteatern på Tibble Teater i Täby kommun, Bosse Parneviks revy på Cirkus, krogshowen I manegen med Glenn Killing på Berns, titelrollen i Arne Anka på Stockholms stadsteater, Lektionen på Dramaten, farserna Hotelliggaren, Revisorn och Lögn i helvete på Chinateatern och Maken till fruar på Oscarsteatern. Han turnerade med Robert Wells i Rhapsody in Rock 2002 där han fick visa prov på sin sångröst. Åren 2004 och 2005 turnerade han med showen Tältprojektet, tillsammans med bland andra Johan Rheborg och Lena Philipsson.
Gustafsson är imitatör och har gjort många imitationer av bland annat Sven Wollter, Peps Persson, Per Gessle, Göran Persson, Ingmar Bergman, Ernst-Hugo Järegård, Tony Rickardsson, Sten Broman, Magnus Härenstam, Carl Bildt, Bertil Svensson, Tony Irving, Bengt Frithiofsson, Bosse "Bildoktorn" Andersson, Lena Philipsson, Marcus Oscarsson och Jonas Gardell. Han imiterade även Olof Palme som ung, före sin TV-karriär. Han medverkade vid Kungagalan i Globen då kung Carl XVI Gustaf fyllde 50 år. I finalprogrammet av Allsång på Skansen har Gustafsson överraskat med upptåg varje sommar sedan mitten av 1990-talet.
Han har tillsammans med de övriga i Killinggänget skrivit manuskript till filmen Fyra nyanser av brunt (2004) som belönades med flera film- och TV-priser internationellt. Gustafsson vann själv en Guldbagge för bästa manliga huvudroll 2004 efter den filmen. Han var även nominerad till Guldbaggegalans bästa manliga huvudroll 2013, och var med och vann ännu en Guldbagge för Biopublikens pris, på samma gala. Det var efter biosuccén Hundraåringen som klev ut genom fönstret och försvann (2013.)
I de svenska tv-programmen Folktoppen (2006) samt Sveriges bästa (2017) röstades Gustafsson fram till världens roligaste man respektive Sveriges roligaste komiker. År 1998 tilldelades Robert Karl Gerhards hederspris.
År 2008 väckte han åter liv i sin gamla rollfigur Roland Järverup från filmen Torsk på Tallinn (1999) genom att skapa dansbandet Rolandz tillsammans med Joakim Nordborg, där Järverup figurerar som sångare.
År 2009 blev Gustafsson "roastad" i TV-programmet Roast på Berns.

## Roll i Killinggänget
I Killinggänget har Robert Gustafsson gestaltat många olika rollfigurer. Det är ett flertal bara i NileCity 105.6. Många av de roller som Gustafsson spelat med Killinggänget har ofta dykt upp i andra sammanhang, både med och utan gruppen. Bland dem finns Greger Hawkwind, brandchefen från NileCity 105.6, som ett par gånger har dykt upp i Allsång på Skansen och Roland, den försynta och godhjärtade dansbandsfantasten från filmen Torsk på Tallinn och många andra.
Förutom att spela olika roller skriver han ofta manus till Killinggängets olika produktioner.

## Medverkan i Allsång på Skansen
År 1995 samt från 1997 till och med 2008 deltog Gustafsson varje år i finalprogrammet av Allsång på Skansen. Vid framträdandena spelade han olika påhittade figurer och/eller imiterade kända personer. 2009 och 2013 deltog han också i allsången.
Här nedan följer en lista över Gustafssons framträdanden i allsången genom åren (alla framträdande före 2009 är i finalprogrammet)
- 8 aug 1995 – Ett fenomen – en kille berättar om fenomenet déjà vu och upprepar samma sak om och om igen.
- 12 aug 1997 – Berit – medelålders singelkvinna som pratar om karlar.
- 11 aug 1998 – Einar Stolt – gammal pensionär (man) i rullstol.
- 10 aug 1999 – Adrian Petrén – ansvarig för ordningsfrågor på Skansen, som påpekar för publiken vad man inte får göra med djuren på Skansen.
- 8 aug 2000 – Imitation av Ingmar Bergman.[13]
- 7 aug 2001 – Pappan Joel och hans dotter från Dillnäs.[14]
- 6 aug 2002 – Einar Stolt – gammal man i rullstol samt brandchefen Greger Hawkwind som sjunger musik av Elvis Presley.
- 5 aug 2003 – Imitation av Sten Broman samt alkoholisten Fred Asp med illern Göran.
- 10 aug 2004 – Imitation av Peps Persson.[15]
- 9 aug 2005 – Imitation av Peps Persson tillsammans med den riktiga Peps Persson.[16]
- 1 aug 2006 – Homosexuella brandchefen Greger Hawkwind.[17]
- 7 aug 2007 – Den sure och petige vaktmästaren Herman som tycker att allt var bättre förr (den karaktären medverkade senare i TV-serien Gustafsson 3 tr), samt dubbla imitationer av Peps Persson tillsammans med Elias Andersson (från Talang 2007).[18]
- 5 aug 2008 – Imitation av Tony Rickardsson, som ältar över sin andraplats i dansprogrammet Let's Dance, men ändå hävdar att han inte är bitter. I sin monolog som Rickardsson imiterar han även Tony Irving.
- 7 jul 2009 – Roland Järverup sjunger låtar tillsammans med sitt dansband Rolandz (program tre).
- 23 jul 2013 – Roland Järverup sjunger låtar tillsammans med sitt dansband Rolandz (program fem).

## Kända rollfigurer
Rollfigurer från hela Roberts historia som komiker:
Nils "Nisse" Gustav Bertil Lind
Gustafsson gestaltade Nisse i Rena rama Rolf under de tre första säsongerna.
Roland Järverup
I Torsk på Tallinn fick man för första gången stifta bekantskap med den hängivne (och ensamme) dansbandsfantasten Roland Järverup. Han är en mycket trevlig och sympatisk värmlänning som åker på resan till Tallinn för att kunna skaffa sig ett trevligt sällskap att dela vardagen med.
Roland dök aldrig upp i ytterligare produktioner med Killinggänget, men karaktären har dykt upp på Tältprojektet och i Melodifestivalen.
Nu har Gustafsson i rollen som Roland startat ett eget dansband som heter Rolandz och sommaren 2009 turnerade de i Sverige. I december 2009 släpptes den musikaliska roadmovien Rolandz - The Movie på DVD. Den handlar om Roland Järverups resa från de mörka skogarna till de stora scenerna.
Greger Hawkwind
Greger Hawkwind syntes för första gången i NileCity 105.6, som brandchef. Han är en homosexuell man med machoimage, iklädd kilt, vita pumps, magväska och med en rökpipa i munnen. Han blev senare även "gravid" och led då av svåra ryggsmärtor.
Under de gånger som Gustafsson uppträdde på Allsång på Skansen var han Greger några gånger.
Fred Asp
Fred Asp är en alkoholiserad man som ofta har "fest" med sin iller Göran. Hans debut var i I manegen med Glenn Killing men han har sedan dess medverkat i andra sammanhang utanför Killinggänget.
Weiron i Ottan
Weiron syntes för första gången i NileCity 105.6. Varje morgon exakt klockan 03.30 inleder han sändningarna i NileCity 105,6. Med sig i studion har han en kaffetermos, en flaska vodka, en stock snus, en matlåda innehållande en smörgås med prickig korv och porrtidningar. Han ringer upp och väcker folk på måfå, leker ordlekar, fritolkar deras jobb och uttrycker förakt för stockholmare (nollåttor) och borgare, samtidigt som han arbetar med tunga och högljudda maskiner i studion. Han framställs sig som en riktig urgöteborgare, vars sympatier för arbetarklassen är starka, något som även kan ses genom att han kör en gaffeltruck till arbetet. Inspirationen till figuren kom från Weiron Holmberg och Frank Gunnarsson.
Sudden
Sudden syntes för första sången i NileCity 105.6, och är en antydd mentalpatient som under sina permissioner gör sportreferat i radiostudion för väldigt obskyra sporter som t.ex. botanisk thaiboxning.
Han förekom även senare i  Percy Tårar i ett TV-sänt sportprogram där han själv utför den obskyra sporten "njurfäktning" i Pamplona.
Lasse Kongo
Lasse Kongo förekom för första gången i Torsk på Tallinn, och är en gravt alkoholiserad man från Södertälje som agerar som busschaufför åt Percy Nilegårds arrangerade "kärleksresor" till Tallinn.
På grund av sin alkoholism så har han en begränsad talförmåga, där de få meningar som faktiskt går att förstå består av orden "håll käften". Lasse Kongo förekom även i scenföreställningen Glenn Killing på Grand.
Tobias (Morran & Tobias)
Tobias är en man i 35-årsåldern, som fortfarande bor kvar hos sin ensamstående mor Monica (även kallad "Morran"). Han är intresserad av att syssla med nya tekniska prylar och maskiner, som han ständigt beställer på nätet. Tobias hatar sin mamma och kallar henne bland annat för "hora" och "tjockkärring", samtidigt som han anser att han måste bo kvar hos henne för att hon är "hjärnskadad" och inte klarar sig själv. Tobias har också lätt för att förstöra saker i hemmet, när han vill testa vad som fungerar. Tobias medverkar i komediserien Morran och Tobias och långfilmen Morran & Tobias – Som en skänk från ovan.

## Filmografi

### Filmer
| År   | Titel                                                 | Roll                                              | Noter                                                    |
| ---- | ----------------------------------------------------- | ------------------------------------------------- | -------------------------------------------------------- |
| 1991 | Underjordens hemlighet                                | Ung man                                           |                                                          |
| 1993 | Drömkåken                                             | Fredrik                                           |                                                          |
| 1993 | Pariserhjulet                                         | Karlberg                                          |                                                          |
| 1993 | Sunes sommar                                          | Leffe                                             |                                                          |
| 1994 | Lust                                                  | Uffe                                              |                                                          |
| 1995 | Alfred                                                | Ragnar Sohlman                                    |                                                          |
| 1996 | Att stjäla en tjuv                                    | Roger                                             |                                                          |
| 1997 | Tartuffe – hycklaren                                  | Tartuffe                                          |                                                          |
| 1997 | Lilla Jönssonligan på styva linan                     | Kanonkulan                                        |                                                          |
| 1999 | Gunnar Rehlin – en liten film om att göra någon illa  | Olika roller                                      | Ingår i serien Fyra små filmer.                          |
| 1999 | Rundgån                                               | Olika roller                                      | Ingår i serien Skallgång och Rundgång.                   |
| 1999 | Ben & Gunnar                                          | Ben                                               | Ingår i serien Fyra små filmer.                          |
| 1999 | På sista versen                                       | Dr Hanke / "Ajajaj-Mannen" / TV-chef              | Ingår i serien Fyra små filmer.                          |
| 1999 | Torsk på Tallinn                                      | Roland Järverup / Micke "Jan Banan" / Lasse Kongo | Ingår i serien Fyra små filmer.                          |
| 2000 | Naken                                                 | Bonde                                             |                                                          |
| 2001 | Monsters, Inc.                                        | Michael "Mike" Wazowski                           | Svensk röst.                                             |
| 2002 | Ice Age                                               | Sid                                               | Svensk röst.                                             |
| 2003 | Skenbart – en film om tåg                             | Soldaten                                          |                                                          |
| 2004 | Fyra nyanser av brunt                                 | Christer Landin / Johan                           | Tilldelades Guldbaggen för bästa manliga huvudroll.      |
| 2004 | Ett litet hjärta                                      | Hjärtat                                           | Kortfilm.                                                |
| 2005 | Landins                                               | Christer                                          |                                                          |
| 2005 | Pappas lilla tjockis                                  | Johan                                             |                                                          |
| 2005 | Robotar                                               | Fender                                            | Svensk röst.                                             |
| 2006 | Ice Age 2: Istiden har aldrig varit hetare            | Sid                                               | Svensk röst.                                             |
| 2008 | Horton                                                | Horton                                            | Svensk röst                                              |
| 2008 | Lånta fjädrar                                         | Hilding Hörnberg                                  |                                                          |
| 2009 | Ice Age 3: Det våras för dinosaurierna                | Sid                                               | Svensk röst.                                             |
| 2009 | Rolandz – The Movie                                   | Roland Järverup                                   | Även regissör och manusförfattare.                       |
| 2009 | Planet 51                                             | Kapten Charles T. "Chuck" Baker                   | Svensk röst.                                             |
| 2010 | Rolandz danzar igen                                   | Roland Järverup                                   | Även regissör och manusförfattare.                       |
| 2011 | Rolandz – Fadersjakten                                | Roland Järverup                                   | Även regissör och manusförfattare.                       |
| 2012 | Rolandz – Scensommar                                  | Roland Järverup                                   | Även regissör och manusförfattare.                       |
| 2012 | Ice Age 4: Jorden skakar loss                         | Sid                                               | Svensk röst                                              |
| 2013 | Hundraåringen som klev ut genom fönstret och försvann | Allan Karlsson                                    | Nominerades till Guldbaggen för bästa manliga huvudroll. |
| 2015 | En underbar jävla jul                                 | Ulf                                               |                                                          |
| 2016 | Morran & Tobias – Som en skänk från ovan              | Tobias / prästen / bröllopsgäst                   |                                                          |
| 2016 | Hundraettåringen som smet från notan och försvann     | Allan Karlsson                                    |                                                          |
| 2016 | Ice Age 5: Scratattack                                | Sid                                               | Svensk röst.                                             |
| 2019 | Eld & lågor                                           | Gustaf Nilsson                                    |                                                          |
| 2019 | Toy Story 4                                           | Gaffe                                             | Svensk röst                                              |
| 2020 | Rymdresan                                             | Albert Mann                                       |                                                          |
| 2021 | Bröllop, begravning och dop                           | Präst                                             |                                                          |
| 2024 | Jönssonligan kommer tillbaka                          | Charles–Ingvar "Sickan" Jönsson                   |                                                          |

### TV
| År        | Titel                                         | Roll | Noter |
| --------- | --------------------------------------------- | --- | --- |
| 1985      | Skrotnisse och hans vänner                    | Karl "Kalle" Järnberg | Röstroll. |
| 1987      | Björnes magasin                               | Robert | |
| 1991      | Brutal-TV                                     | Olika roller | Avsnitt 1 och 2                                                                                                   |
| 1991      | Felix & Fenix                                 | Felix | |
| 1992      | I manegen med Glenn Killing                   | Robban / Fred Asp / Alla gäster | |
| 1993      | Chefen fru Ingeborg                           | Bokhållaren | |
| 1993      | Nästa man till rakning                        | Leffe | |
| 1994      | Rapport till himlen                           | Vaktpolis | Avsnitt 3. |
| 1994      | I manegen med Glenn Killing - Live från Berns | Robban | |
| 1994      | Rena rama Rolf                                | Nils "Nisse" Gustav Bertil Lind / Rolf / Bettans granne                                                                                 | Säsong 1 till 4.                                                                                                  |
| 1995      | Ni bad om det                                 | Lukas Berndtz | |
| 1995      | Majken                                        | Tage | |
| 1995      | NileCity 105,6                                | Weiron i Ottan / Sudden / Greger Hawkwind / Bad Boy Rune / Mick Talbot / Nate Dogg / Lol Tolhurst / Pelle Alsing / Näst siste Mohikanen | |
| 1996      | Percy tårar                                   | Kapten Klänning / Jarvis Cocker / Allan i Dalen / Sudden                                                                                | |
| 1997–2013 | Allsång på Skansen                            | Olika roller | |
| 1999      | Har du hört den förut?                        | Sig själv | Säsong 15 |
| 2000      | Glenn Killing på Grand                        | Lasse Kongo / Lars Brundin / Kungen av Sverige / Representant för Nackanazisterna / Tant Råbiff.                                        | |
| 2000      | Grogg                                         | Olika roller | |
| 2001      | Pangbulle                                     | Olika roller | |
| 2002–2020 | Parlamentet                                   | Sig själv | Debuterade i det blåa partiet. Blev senare en återkommande medlem i det röda partiet.                             |
| 2003      | Åpen post                                     | Classe Ekman | Säsong 4. |
| 2003      | TV2-nøttene                                   | Bertil Svensson | Norskt humorprogram.                                                                                              |
| 2003–2012 | Time out                                      | Sig själv | Säsong 1 till 13                                                                                                  |
| 2005      | En decemberdröm                               | Chefen / Korvgubben Zigge | SVT:s julkalender 2005.                                                                                           |
| 2006      | Jul i tøyengata                               | Sykkelbud | Norges julkalender 2006.                                                                                          |
| 2007      | Hjälp!                                        | Papa Papadopolous | Säsong 1. |
| 2009      | Roast på Berns                                | Sig själv | Avsnitt 3. Roastad av Sissela Kyle, Petra Mede, Johan Rheborg, André Wickström, Henrik Schyffert och David Batra. |
| 2011      | Sara & Selma                                  | Håkan | |
| 2011      | Gäster med gester                             | Hemlig gäst | Säsong 2011. |
| 2011–2012 | Gustafsson 3 tr                               | Fredrik och Gottfrid Gustafsson / Nils Emanuel Herman                                                                                   | Regisserade avsnitt 1 och 2 med Kjell Sundvall.                                                                   |
| 2012–2013 | Stjärnorna på slottet                         | Sig själv | Säsong 7 |
| 2013      | Partaj                                        | Fred Asp, Sudden mfl. | Säsong 5 |
| 2013–2014 | SNN News                                      | Sig själv | Säsong 1 och 2 |
| 2014      | Morran och Tobias                             | Tobias "Tobbe" | |
| 2018      | Melodifestivalen 2018                         | Roland Järverup | Tävlade med Rolandz, där de framförde låten "Fuldans".                                                            |
| 2018      | Det som göms i snö                            | Peter Wendel | |
| 2019      | Ture Sventon och Bermudatriangelns hemlighet  | Ture Sventon | |
| 2021      | Den osannolika mördaren                       | Stig Engström | |
| 2021      | Ture Sventon och jakten på Ungdomens källa    | Ture Sventon | |
| 2023      | LOL: Skrattar bäst som skrattar sist          | Sig själv | |
| 2024      | Morran och Tobias – Pengarna eller livet      | Tobias "Tobbe" | |
| 2024      | Felix och Fenix godnattsaga                   | Felix | |

## Teater

### Roller
| År   | Roll                                                                     | Produktion                                                                   | Regi               | Teater                                        |
| ---- | ------------------------------------------------------------------------ | ---------------------------------------------------------------------------- | ------------------ | --------------------------------------------- |
| 1989 | Bartender m. fl.                                                         | Besökare (Besucher) Botho Strauss                                            | Jan Maagaard       | Stockholms stadsteater                        |
| 1992 | Medverkande                                                              | Bollarna i luften, revy Nicke Wagemyr, Robert Gustafsson m.fl.               | Marianne Tedenstad | Apolloteatern på Tibble Teater, Täby          |
| 1993 | Arne Anka                                                                | Arne Anka Charlie Christensen                                                |                    | Stockholms stadsteater                        |
| 1993 | Medverkande                                                              | Parneviks Cirkusparty, revy Bosse Parnevik                                   | Anders Albien      | Cirkus, Stockholm                             |
| 1996 | Läraren                                                                  | Lektionen (La Leçon) Eugène Ionesco                                          | Hans Klinga        | Dramaten                                      |
| 1997 | Georg Dahlberg                                                           | Hotelliggaren (Two Into One) Ray Cooney                                      | Bo Hermansson      | Chinateatern                                  |
| 2000 | Per-Arne Nilsson                                                         | Maken till fruar (Run for Your Wife) Ray Cooney                              | Bo Hermansson      | Oscarsteatern                                 |
| 2002 | Chlestakov, tjänsteman från Petersburg                                   | Revisorn (Ревизо́р, Revizór) Nikolaj Gogol                                    | Wilhelm Carlsson   | Chinateatern                                  |
| 2003 | Ivan Iljitj Tjerdjakov Kurjatin Den äkta mannen Sjömannen Kistunov Sonen | Nysningen (The Good Doctor) Neil Simon                                       | Johan Wahlström    | Stockholms stadsteater                        |
| 2004 | Per-Arne Nilsson                                                         | Fångad på nätet (Caught in the net) Ray Cooney                               | Bo Hermansson      | Oscarsteatern                                 |
| 2006 | Medverkande                                                              | Oscars 100-årsjubileum                                                       | Hans Marklund      | Oscarsteatern                                 |
| 2007 | Freddy Benson                                                            | Rivierans Guldgossar (Dirty Rotten Scoundrels) David Yazbek och Jeffrey Lane | Bo Hermansson      | Cirkus, Stockholm                             |
| 2008 | Konstapel Johnson                                                        | Lögn i helvete (The Lying Kind) Anthony Neilson                              | Lars Amble         | Vasateatern, senare flyttad till Chinateatern |
| 2008 | Hilding Hörnberg                                                         | Lånta Fjädrar (Der Keusche Lebemann) Franz Arnold och Ernst Bach             | Stefan Ekman       | Krusenstiernska gården                        |
| 2009 |                                                                          | Drömmen om Herrön                                                            |                    | Dramaten                                      |
| 2010 | Molgan Ribba                                                             | Zpanska flugan (Die spanische Fliege) Franz Arnold och Ernst Bach            | Leif Lindblom      | Krusenstiernska gården                        |
| 2010 | Medverkande                                                              | Robert Gustafsson - 25 års jubileum                                          |                    | Rondo, Göteborg Amiralen Cirkus, Stockholm    |
| 2012 | Bokhandlaren                                                             | Hjälten från Kalmarsund (Der kühne Schwimmer) Franz Arnold och Ernst Bach    | Bo Hermansson      | Krusenstiernska gården                        |
| 2013 | Raymond Babitt                                                           | Rain Man Dan Gordon                                                          | Emma Bucht         | Rival                                         |
| 2014 | Birger Molander                                                          | Charmörer på vift (Der wahre Jacob) Franz Arnold och Ernst Bach              | Bo Hermansson      | Krusenstiernska gården                        |
| 2014 | Charlie Baker                                                            | Kom igen, Charlie (The Foreigner) Larry Shue                                 | Peter Dalle        | Oscarsteatern                                 |
| 2015 | Knut                                                                     | Tresteg i snedsteg (Anyone for Breakfast?) Derek Benfield                    | Adde Malmberg      | Krusenstiernska gården                        |
| 2016 | Medverkande                                                              | Oscarsrevyn, revy Calle Norlén                                               | Edward af Sillén   | Oscarsteatern                                 |
| 2017 | Sigge Sackarin                                                           | Flaggan i topp (Hurra, ein Junge) Franz Arnold och Ernst Bach                | Adde Malmberg      | Krusenstiernska gården                        |
| 2019 | Göran, assistent                                                         | Trassel (Out of Order) Ray Cooney                                            | Edward af Sillén   | Krusenstiernska gården                        |
| 2021 | Raymond Babbitt                                                          | Rain Man Dan Gordon                                                          | Emma Bucht         | Oscarsteatern                                 |
| 2022 | Michael Dorsey/Dorothy Michaels                                          | Tootsie David Yazbek(en) och Robert Horn                                     | Edward af Sillén   | Oscarsteatern                                 |
| 2024 | Kalle Stolpe                                                             | Oj då! … en till?! (One For the Pot) Ray Cooney och Tony Hilton              | Edward af Sillén   | Krusenstiernska gården                        |

### Övrigt
| År   | Roll        | Produktion       | Regi | Teater           |
| ---- | ----------- | ---------------- | ---- | ---------------- |
| 2002 | Medverkande | Rhapsody in rock |      | (turné)          |
| 2004 | Medverkande | Tältprojektet    |      | (turné)          |
| 2005 | Medverkande | Tältprojektet    |      | (turné)          |
| 2009 | Medverkande | Rolandz          |      | (dansbandsturné) |
| 2014 | Medverkande | Rolandz          |      | (dansbandsturné) |
| 2018 | Medverkande | Rolandz på Rondo |      | (krogshow)       |

## Samlingsdvd
- 2001 - Ur Löjlig Synvinkel 2.0 - Collector's Editon
- 2002 - En rejäl omgång
- 2006 - Jag ä inte bitter
- 2006 - Robert Gustafsson - Sveriges roligaste man (DVD-box)
- 2007 - Fullpackat
- 2008 - Complete Bertil
- 2008 - Nyblandad grogg
- 2008 - Lösvikt
- 2009 - De' ä kanon
- 2009 - Arne Anka - En afton på Zekes
- 2010 - Galleri Gustafsson
- 2012 - Kulgodis
- 2012 - 25-års jubileumsrevyn - Kungen av humor
- 2013 - Garvsyra
- 2014 - Rolandz - Scensommar
- 2014 - Kulfadern
- 2017 - Roberts P-Rulle

## Böcker
- 2010 - Från vaggan till deadline (självbiografi)
- 2012 - Herrarna i hagen

## Ljudboksuppläsningar
- 2008 - Hur du tränar din drake av Cressida Cowell
- 2008 - Hur du blir pirat av Cressida Cowell
- 2009 - Hur du pratar med drakar av Cressida Cowell
- 2009 - Hur du stjäl en potatis av Cressida Cowell
- 2010 - Från vaggan till deadline av Robert Gustafsson
- 2011 - Hur du blir en riktig hjälte av Cressida Cowell
- 2013 - Hur du (nästan) korsar Atlanten av Cressida Cowell
- 2013 - Hur du krossar en drakes hjärta av Cressida Cowell
- 2015 - Hur du stjäl en drakes svärd av Cressida Cowell

## Priser och utmärkelser
- H.M. Konungens medalj i guld av 8:e storleken (Kon:sGM8, 2015) för betydande insatser som skådespelare
- 1994 - Karamelodiktstipendiet tillsammans med Killinggänget
- 1994 – Guldmasken för "Bästa manliga skådespelare"  (Parneviks Cirkusparty)
- 1998 – Guldmasken för "Bästa manliga skådespelare"  (Hotelliggaren)
- 1998 – Karl Gerhards hederspris
- 2004 – Guldbaggen för bästa manliga huvudroll (Fyra nyanser av brunt)
- 2005 – Guldmasken för "Bästa manliga skådespelare"  (Fångad på nätet)
- 2006 – Guldmasken för "Bästa manliga skådespelare"  (Lögn i helvete)
- 2015 – H.M. Konungens medalj av 8:e storleken i högblått band[42]
- 2015 – Kristallen för årets program (Morran och Tobias)
- 2019 - Kristallen som årets manliga skådespelare i en tv-produktion (Det som göms i snö)

## Guldnyckeln
När Robert Gustafsson fyllde 50 år 2014 instiftade han ett eget kulturpris, Guldnyckeln. Det första stipendiet gick till humorkollektivet Kass humor.